# Dan brisače
Dan brisače (angleško Towel Day) se praznuje vsako leto 25. maja kot poklon Douglasu Adamsu. Spominski dogodek je bil prvič obeležen leta 2001, dva tedna po njegovi smrti 11. maja, in se od takrat dalje praznuje vsako leto. Na ta dan pisateljevi privrženci ves dan okrog vratu nosijo brisače. Brisača se nanaša na odlomek iz Adamsovega priljubljenega znanstveno-fantastičnega niza komedij Štoparski vodnik po galaksiji.